# بنسول
بنسول (بالفرنسية: Pensol)‏ هي بلدية في مقاطعة فيين العليا في منطقة أقطانية الجديدة غرب وسط فرنسا.